# Міка Масей
Міка Масей (англ. Micah Masei, 22 березня 1999) — американський плавець.
Як представник Американського Самоа взяв участь в Олімпійських Іграх 2020 року, де в попередніх запливах на дистанції 100 метрів брасом посів 46-те місце і не потрапив до півфіналів.